# Chiudo la porta su me stessa
Chiudo la porta su me stessa è un dipinto del pittore belga Fernand Khnopff, realizzato nel 1891 e conservato alla Neue Pinakothek di Monaco di Baviera.

## Descrizione

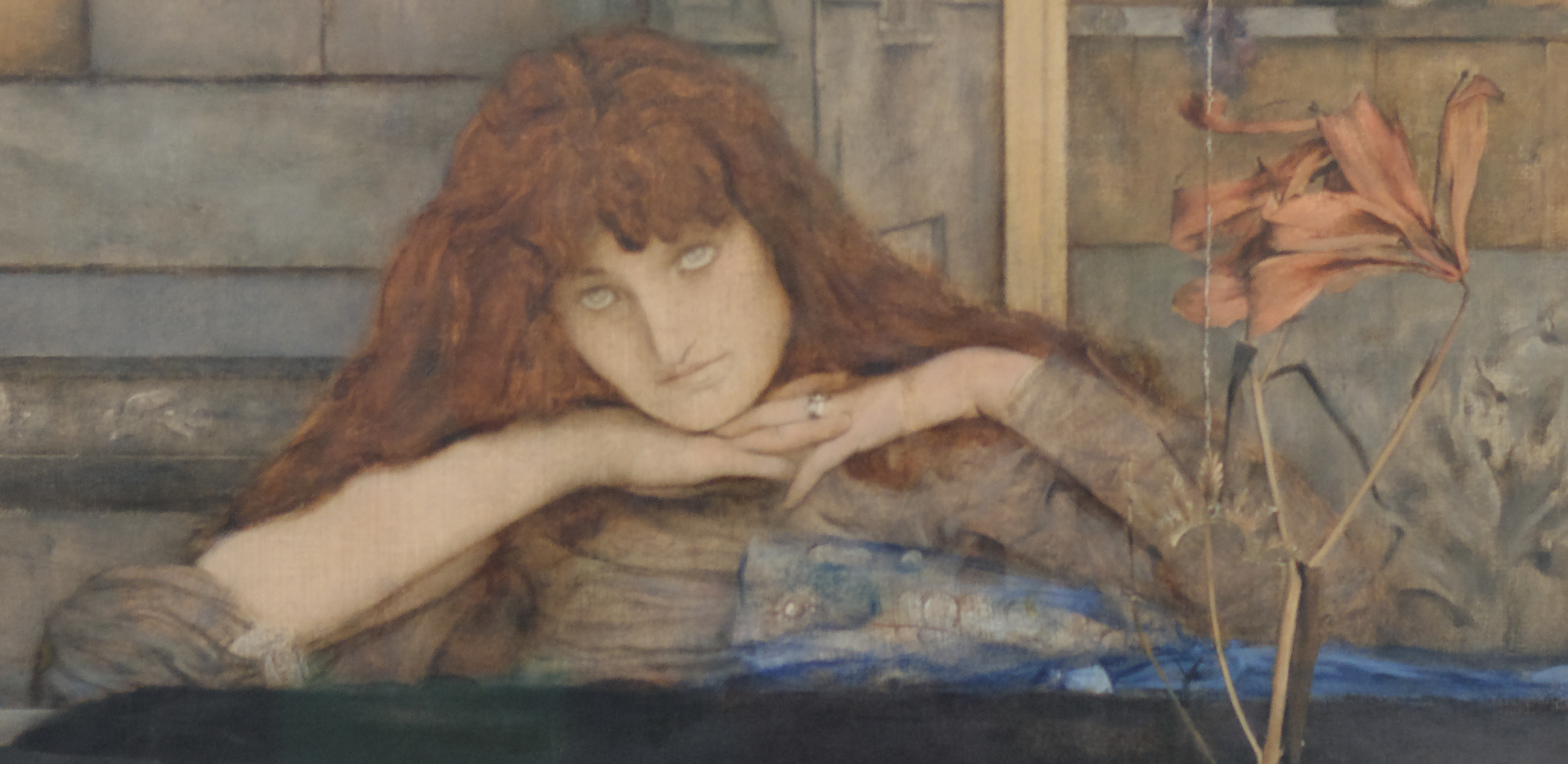
Particolare ritraente l'enigmatica protagonista del dipinto

Si tratta di uno dei dipinti più enigmatici di Fernand Khnopff. Era costui un artista che, venuta meno la fiducia positivistica nella scienza e nei suoi metodi, predicò l'esistenza di un fitto tessuto di segrete analogie e corrispondenze tra le varie realtà fenomeniche. Chiudo la porta su me stessa, così come le altre tele khnopffiane, è in effetti gremita di simboli di difficile, se non impossibile, decifrazione. Nonostante queste consistenti difficoltà interpretative è possibile rintracciare una precisa fonte letteraria per questo dipinto: si tratta di un poema di Christina Rossetti denominato Who Shall Deliver Me? [Chi mi libererà?]. La Rossetti, sorella di Dante Gabriel (pittore preraffaellita al quale Khnopff si rifece più volte), in quel componimento riflette, con malinconica e pacata rassegnazione, sulle difficoltà che la vita propone ogni giorno agli uomini, che nulla possono fare per risolvere i propri conflitti interiori ed esteriori se non rivolgersi all'azione salvifica di Dio:
(Christina Rossetti, Who Shall Deliver Me?)

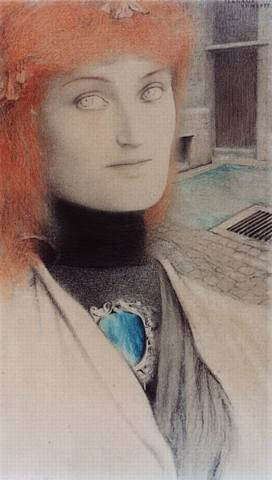
Who Shall Deliver Me è un disegno a matita colorata di Khnopff, anch'esso ispirato dalla poesia di Christina Rossetti.

Khnopff in quest'opera dà vita artistica ai nuclei tematici della poesia di Christina Rossetti, nella fattispecie l'introspezione e la travagliata chiusura in sé stessi. Mentre, tuttavia, in Who Shall Deliver Me? viene ribadita l'essenzialità di Dio per la salvezza umana, Khnopff spoglia il proprio dipinto di ogni connotato religioso e preferisce indagare piuttosto le agitazioni caotiche e ribollenti che si annidano nella psiche umana. Un'atmosfera sospesa e misteriosa percorre il dipinto di Khnopff, al cui centro troviamo una figura femminile dallo sguardo conturbante, magnetico, quasi ultraterreno, eppure quieto e contemplativo: in questa donna che non si abbandona a gesti teatrali, ma che scruta l'osservatore con inquietante imperturbabilità, è magistralmente riassunta la natura ambivalente e contraddittoria della femminilità, caratteristica cifra tematica delle opere khnopffiane (si consulti, in tal senso, il paragrafo Fernand Khnopff § La donna).
Questa donna, anzi, sembra quasi accogliere nella propria interiorità la «foresta di simboli» (nel senso baudelairiano del termine) che la chiude tutt'intorno. In primo piano troviamo dei gigli dalle tonalità aranciate: questi fiori, si ricorda, nell'arte medievale alludevano alla verginità di Maria. Nella tela di Khnopff, tuttavia, i gigli sono privi della loro significanza iconografica originaria: non solo, infatti, sono arancioni (e non bianchi, come imporrebbe la tradizione), ma sono anche appassiti. In una trama floreale apparentemente innocua, dunque, Khnopff convoglia un sentimento terribilmente misterioso e malinconico. Gli altri simboli che popolano la composizione sono ancora più enigmatici: sul comodino è disposto un busto di Hypnos, il dio greco del sonno di cui è fratello Thanatos, personificazione mitologica della morte. A destra del busto troviamo un esile papavero contenuto in un vaso e lo scorcio di una strada medievale (presumibilmente di Bruges), tristemente desolata e percorsa da un'unica figura nera incappucciata che ricorda il Monaco in riva al mare di Friedrich. Dal soffitto, poi, pende una catenella con annesso pendolo d'oro, probabile riferimento all'ipnotismo ed all'occulto, pratiche che nella seconda metà dell'Ottocento godevano di una notevole popolarità.
L'arcana enigmaticità del dipinto, tuttavia, è ben lungi dall'esaurirsi qui: la superficie su cui la donna poggia i suoi gomiti, ad esempio, è una tomba o un altare sacrificale? O, ancora, dove conducono quelle fessure buie che si aprono sul fondo della parete retrostante, tutta animata da un rincorrersi di quadrati, cerchi e altri elementi geometrizzanti? Altrettanto disorientante è la presenza sulla destra di uno specchio opaco e deformante, sulla cui superficie (tutt'altro che riflettente) sono impressi due cerchi, circoscritti a quella che sembrerebbe essere l'immagine di un volto umano. Con Chiudo la porta su me stessa, dunque, Khnopff abiura dal proposito naturalista di rappresentare realisticamente la realtà circostante e preferisce confrontarsi con la realtà interiore delle cose, più autentica ed espressiva, da evocare più che da descrivere.